# Плавання на Чемпіонаті Європи з водних видів спорту 2018 — естафета 4x100 метрів вільним стилем (жінки)
Змагання з плавання в естафеті 4x100 метрів вільним стилем серед жінок на Чемпіонаті Європи з водних видів спорту 2018 відбулися 3 серпня.

## Рекорди
|                   | Країна     | Час     | Місто     | Дата            |
| ----------------- | ---------- | ------- | --------- | --------------- |
| Світовий рекорд   | Австралія  | 3:30.05 | Голд-Кост | 5 квітня 2018   |
| Рекорд Європи     | Нідерланди | 3:31.72 | Рим       | 26 липня 2009   |
| Рекорд чемпіонату | Нідерланди | 3:33.62 | Ейндговен | 18 березня 2008 |

## Результати

### Попередні запливи
| Місце | Заплив | Доріжка | Країна          | Плавці | Час     | Примітки |
| ----- | ------ | ------- | --------------- | --- | ------- | -------- |
| 1     | 2      | 6       | Нідерланди      | Кім Буш (55.42) Кіра Туссен (54.93) Марйолейн Делно (55.17) Фемке Гемскерк (52.78)                        | 3:38.30 | Q        |
| 2     | 2      | 3       | Італія          | Гіада Галіці (55.37) Федеріка Пеллегріні (53.73) Лаура Летрарі (54.65) Еріка Ферраіолі (54.89)            | 3:38.64 | Q        |
| 3     | 1      | 3       | Франція         | Берил Гастальделло (54.70) Марго Фабр (54.55) Онучка Мартен (55.33) Асся Туаті (54.55)                    | 3:39.13 | Q        |
| 4     | 2      | 5       | Росія           | Аріна Опенишева (54.90) Розалія Несретдінова (54.91) Валерія Саламатіна (54.87) Вікторія Андреєва (54.80) | 3:39.48 | Q        |
| 5     | 1      | 5       | Швейцарія       | Марія Уголкова (54.81) Саша Турецкі (55.29) Ніна Кост (55.01) Ноемі Гірардет (54.89)                      | 3:40.00 | Q        |
| 6     | 1      | 7       | Німеччина       | Анніка Брун (54.69) Рева Фоос (54.53) Йоханна Роас (54.99) Марі П'єтручка (55.84)                         | 3:40.05 | Q        |
| 7     | 2      | 4       | Велика Британія | Люсі Гоуп (56.61) Анна Гопкін (54.55) Елінор Фолкнер (55.46) Фрея Андерсон (53.56)                        | 3:40.18 | Q        |
| 8     | 1      | 6       | Данія           | Міе Нільсен (55.44) Джулі Кепп Йенсен (55.29) Емілі Гантрііс (55.96) Сінь Бро (54.59)                     | 3:41.28 | Q        |
| 8     | 2      | 1       | Польща          | Катаржина Васік (55.18) Аліція Тхож (55.09) Александра Полянська (55.74) Анна Довгерт (55.27)             | 3:41.28 | Q        |
| 10    | 2      | 2       | Швеція          | Лусі Ганссон (55.57) Іда Ліндборг (55.73) Сара Юневік (56.49) Магдалена Курас (55.38)                     | 3:43.17 |          |
| 11    | 1      | 1       | Ізраїль         | Андреа Мурез (55.12) Анастасія Горбенко (55.25) Аміт Іврі (57.33) Леа Полонскі (57.89)                    | 3:45.59 |          |
| 12    | 2      | 7       | Туреччина       | Катерина Аврамова (56.24) Селен Озбілен (56.43) Сезін Елізуль (57.21) Зехра Дуру Білгін (58.56)           | 3:48.44 |          |
| 13    | 1      | 2       | Естонія         | Керту Лу Алнек (56.73) Керту Кааре (58.61) Маргарет Марквардт (57.78) Алекса Голд (56.55)                 | 3:49.67 |          |

### Фінал[1]
| Місце | Доріжка | Країна          | Плавці                                                                                              | Час     | Примітки |
| ----- | ------- | --------------- | --------------------------------------------------------------------------------------------------- | ------- | -------- |
| 1     | 3       | Франція         | Марі Ваттель (54.35) Шарлотт Бонне (52.20) Марго Фабр (54.41) Берил Гастальделло (53.69)            | 3:34.65 |          |
| 2     | 4       | Нідерланди      | Кім Буш (54.75) Фемке Гемскерк (52.33) Кіра Туссен (54.47) Раномі Кромовідьойо (53.22)              | 3:34.77 |          |
| 3     | 0       | Данія           | Пернілле Блуме (52.83) Сінь Бро (54.59) Джулі Кепп Йенсен (55.19) Міе Нільсен (54.42)               | 3:37.03 | NR       |
| 4     | 1       | Велика Британія | Анна Гопкін (54.94) Сіобхан-Марі Оконнор (54.15) Елінор Фолкнер (54.95) Фрея Андерсон (53.22)       | 3:37.26 |          |
| 5     | 5       | Італія          | Гіада Галіці (54.92) Еріка Ферраіолі (54.76) Лаура Летрарі (54.84) Федеріка Пеллегріні (53.59)      | 3:38.11 |          |
| 6     | 6       | Росія           | Марія Каменева (54.19) Аріна Опенишева (54.60) Валерія Саламатіна (55.08) Вікторія Андреєва (54.78) | 3:38.65 |          |
| 7     | 2       | Швейцарія       | Марія Уголкова (54.86) Саша Турецкі (54.64) Ніна Кост (54.42) Ноемі Гірардет (54.93)                | 3:38.85 |          |
| 8     | 7       | Німеччина       | Анніка Брун (54.57) Рева Фоос (54.83) Йоханна Роас (54.93) Марі П'єтручка (55.04)                   | 3:39.37 |          |
| 9     | 8       | Польща          | Катаржина Васік (54.91) Аліція Тхож (55.53) Александра Полянська (55.60) Анна Довгерт (54.90)       | 3:40.94 |          |